# Lhota (powiat Kladno)
Lhota – wieś i gmina w Czechach, w powiecie Kladno, w kraju środkowoczeskim. Według danych z dnia 1 stycznia 2014 liczyła 641 mieszkańców.